# Vitstjärtad flugsnappare
Vitstjärtad flugsnappare (Leucoptilon concretum) är en asiatisk fågel i familjen flugsnappare inom ordningen tättingar.

## Utseende och läte
Vitstjärtad flugsnappare är en stor (18–19 cm) men slank flugsnappare med kraftig näbb och tydligt vitt inslag på stjärten. Hanen är blå med vitt på buk och undre stjärttäckare. Honan är brun med en vit fläck på nedre delen av strupen. Annorlunda form, blå anstrykning på hjässan och det vita i stjärten skiljer den från hona praktniltava.
Både sång och läten innehåller en ljudlig och kort vissling som påminner om en rostig och gnisslande växel.

## Utbredning och systematik
Vitstjärtad flugsnappare delas in i tre underarter med följande utbredning:
- Leucoptilon concretum cyaneum – förekommer i nordöstra Indien till södra Kina, Myanmar och norra Thailand
- Leucoptilon concretum concretum – förekommer på södra Malackahalvön och Sumatra
- Leucoptilon concretum  everetti – förekommer på norra Borneo

### Släktestillhörighet
Vitstjärtad flugsnappare placeras traditionellt i släktet Cyornis. Genetiska studier visar dock att den inte är nära släkt. Den har därför lyfts ut till ett eget släkte, där Leucoptilon beskrivits för ändamålet.

## Status och hot
Arten har ett stort utbredningsområde och en stor population, men tros minska i antal, dock inte tillräckligt kraftigt för att den ska betraktas som hotad. Internationella naturvårdsunionen IUCN kategoriserar därför arten som livskraftig (LC). Världspopulationen har inte uppskattats men den beskrivs som sparsamt förekommande till mycket lokalt vanlig.